# Veronica Maya
Veronica Maya (née Veronica Maya Russo le 14 juillet 1977 à Paris) est une actrice italienne, active dans le domaine de la télévision et du cinéma.

## Biographie
Veronica Maya naît à Paris en 1977 à l'hôpital de l'Hôtel-Dieu. Elle demeure jusqu'en 1982 dans le 4e arrondissement, avant de s'installer à Piano di Sorrento où ses parents, Raffaele et Eleonora Di Maio (directrice de théâtre), géraient un restaurant. À l'âge de 20 ans, elle obtient son diplôme et ensuite une bourse pour l'école de Renato Greco à Rome, où elle fait ses débuts en tant qu'actrice de théâtre en jouant dans plusieurs musicals.
En 2002, elle fait ses débuts au théâtre dans une comédie réalisée par Mario Monicelli inspirée au film Mes chers amis. Ses débuts à la télévision datent du début des années 2000 lorsqu'elle anime, aux côtés de Guido De Angelis (it), l'émission consacrée à la Società Sportiva Lazio, Lazialità in TV, diffusée par la chaîne romaine Teleroma 56 (it).
À l'été 2007, elle a été appelée pour animer la version estivale d'Unomattina avec Duilio Giammaria (it). Depuis le 1er juin 2020, elle est présente sur Rai, plus précisément sur Rai 2, et pour tout l'été, elle anime l'émission L'Italia che fa en début d'après-midi.

## Filmographie
- 2017 : Italian Business (it) de Mario Chiavalin (it)
- 2019 : Passpartù - Operazione Doppiozero (it) de Lucio Bastolla
- 2020 : Magari resto (it) de Lucio Bastolla
- 2023 : Ed è subito commedia (it) de Brando Improta[1]

## Publications
- Cantiamo insieme a Veronica Maya, Azzurra Music, 2015 (album)
- Un Natale da favola, Cologno Monzese, Azzurra Publishing, 2015  (ISBN 88-98840-60-8)  — Livre audio